# اناکاپری
اناکاپری (به ایتالیایی: Anacapri) یک سکونتگاه مسکونی در جزیره کاپری در ایتالیا است که در استان ناپل واقع شده‌است.

## خصوصیات
اناکاپری ۶٫۳۹ کیلومترمربع مساحت و ۶٬۲۴۰ نفر جمعیت دارد و ۲۷۵ متر بالاتر از سطح دریا واقع شده‌است.

## نگارخانه

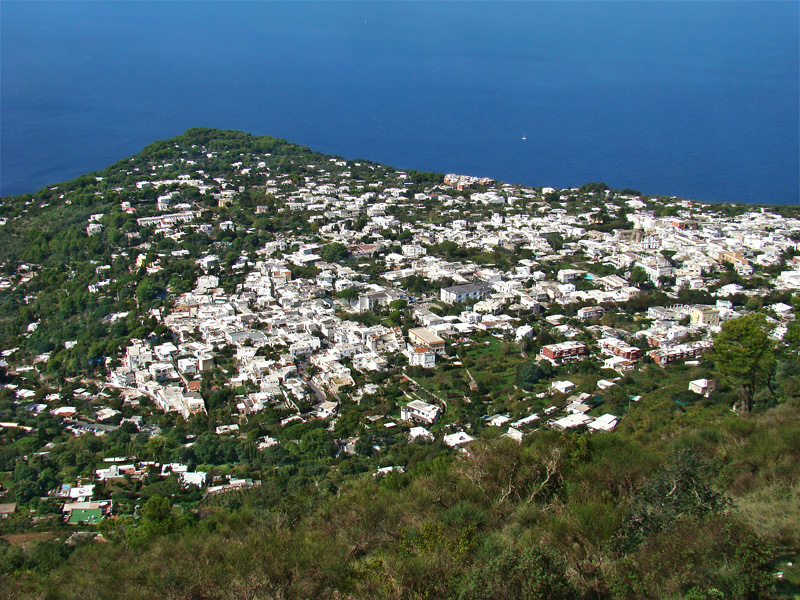
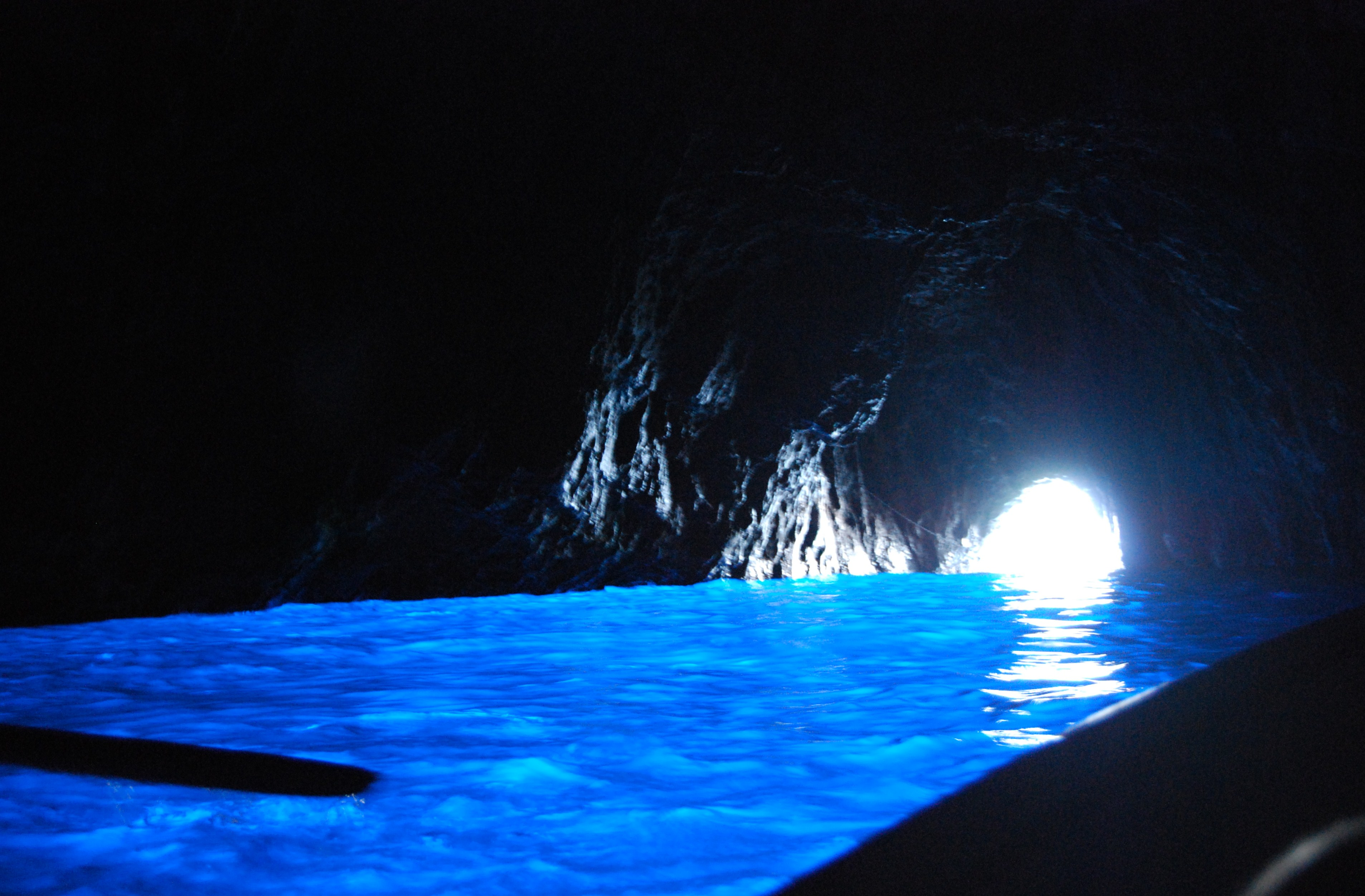
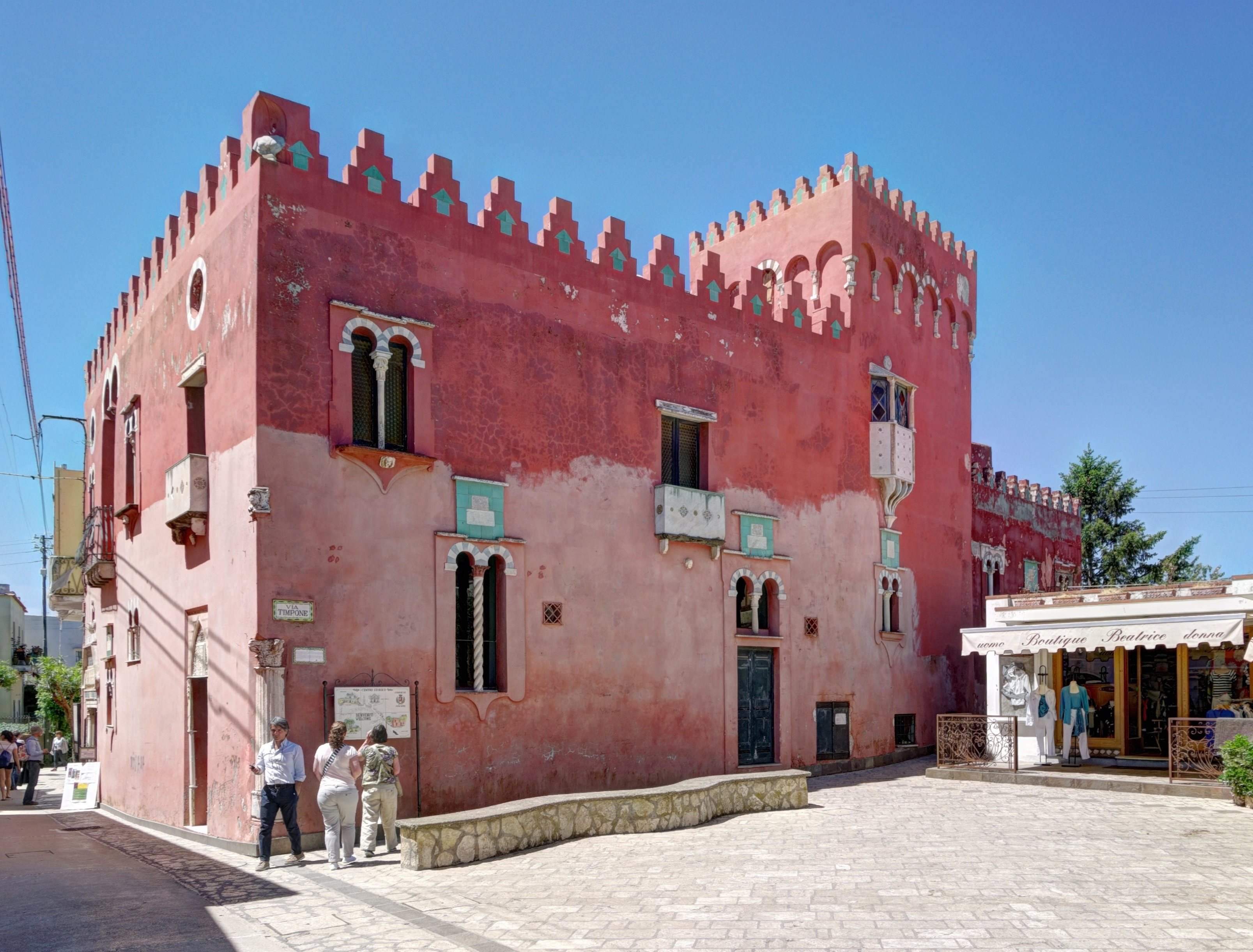
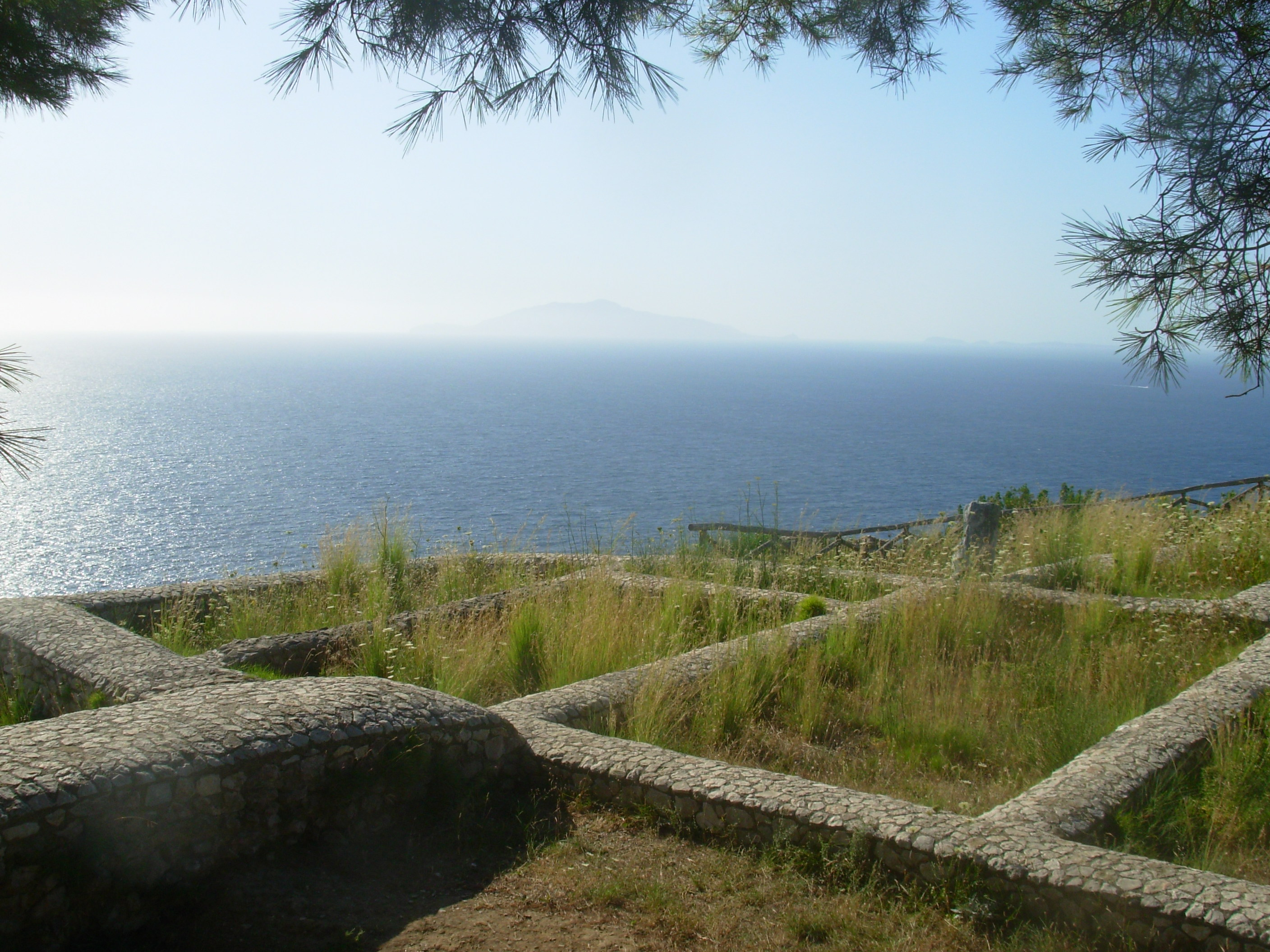
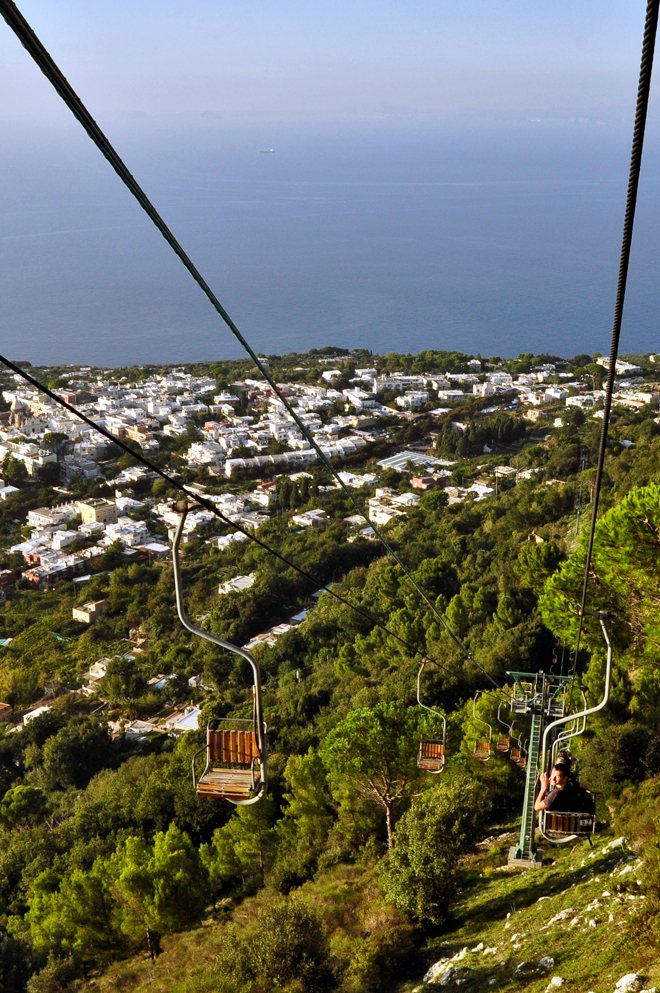
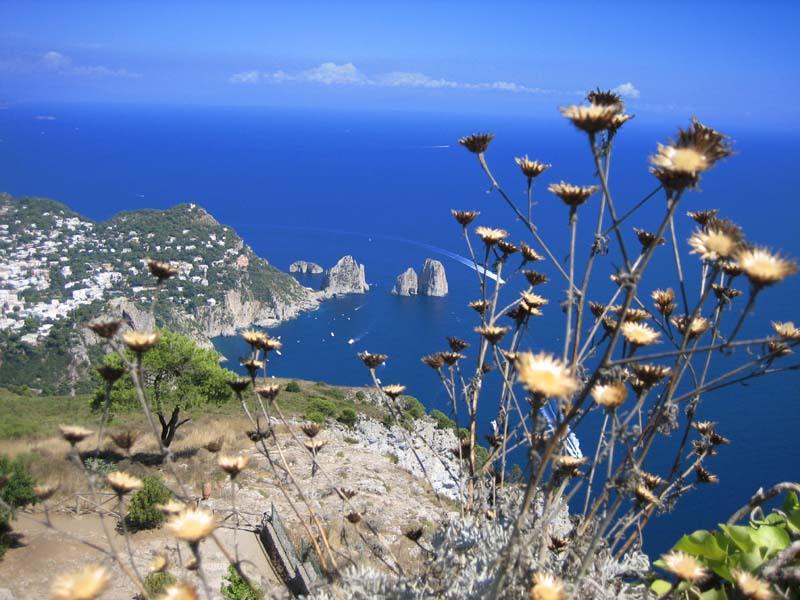
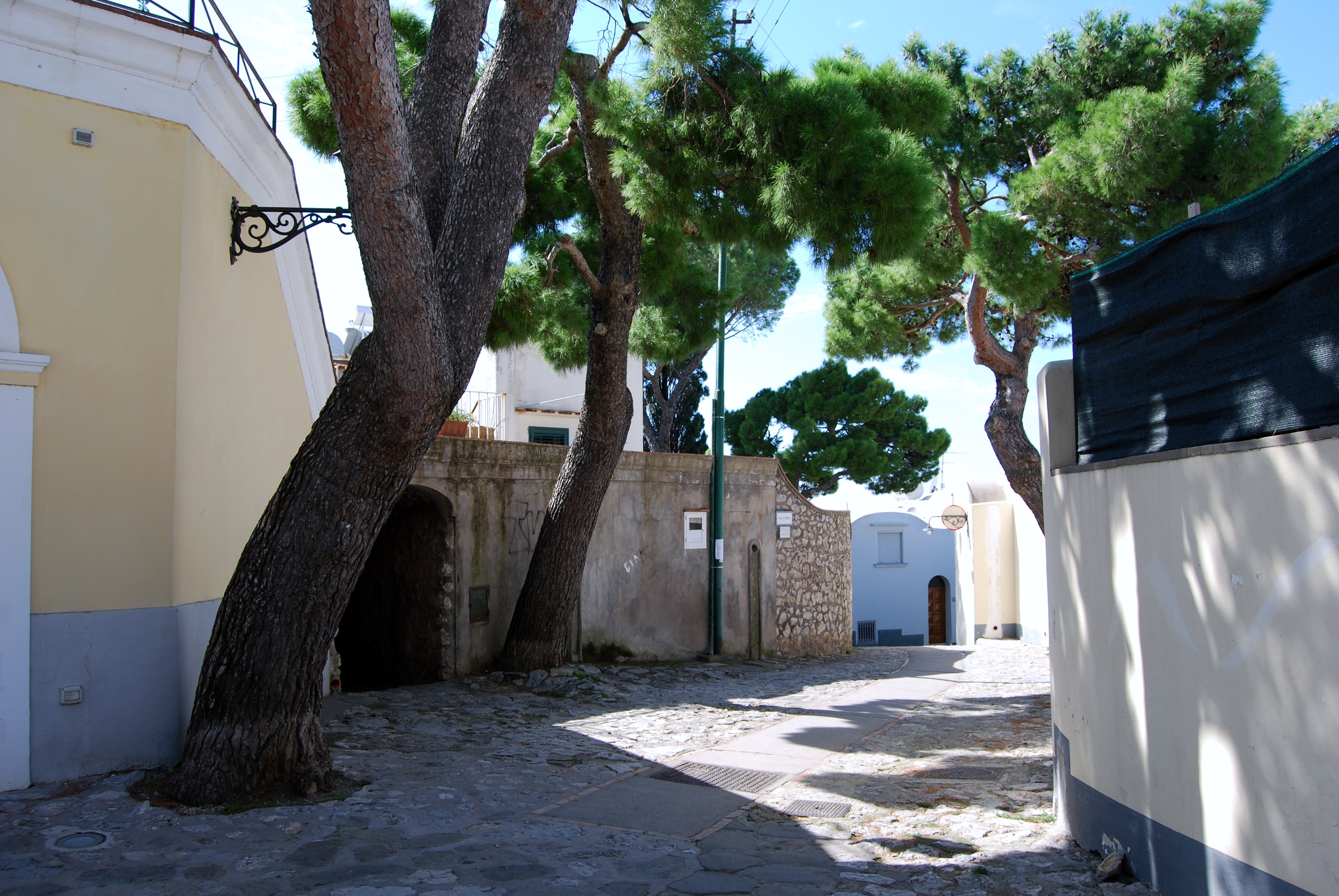